# Gmina Vellinge
Gmina Vellinge (szw. Vellinge kommun) – gmina w Szwecji, w regionie Skania, z siedzibą w Vellinge.
Pod względem zaludnienia Vellinge jest 75. gminą w Szwecji. Zamieszkuje ją 31 596 osób, z czego 50,53% to kobiety (15 967) i 49,47% to mężczyźni (15 629). W gminie zameldowanych jest 804 cudzoziemców. Na każdy kilometr kwadratowy przypada 222,51 mieszkańca. Pod względem wielkości gmina zajmuje 263. miejsce.